# Manova Lhota

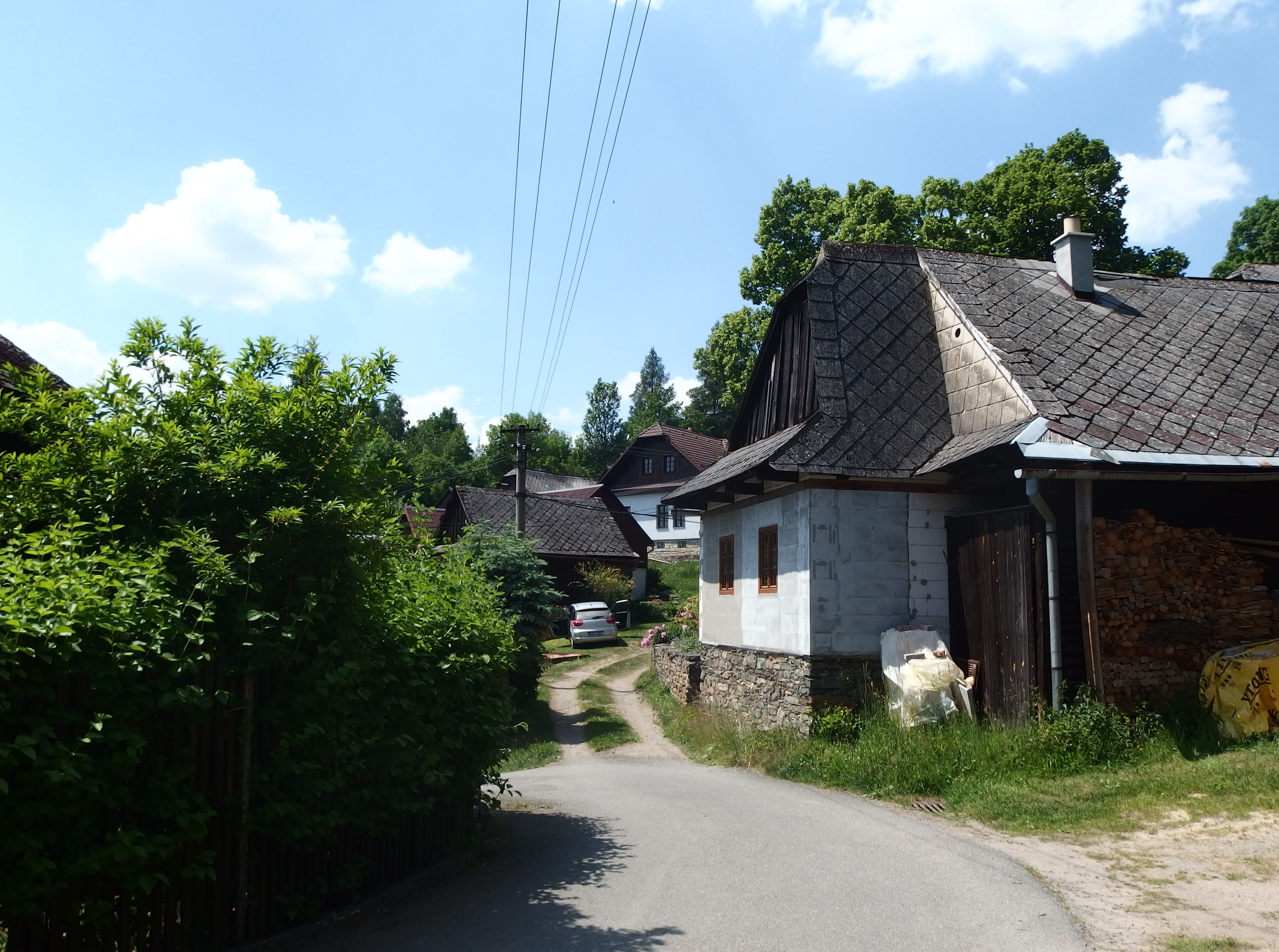
Ortsansicht

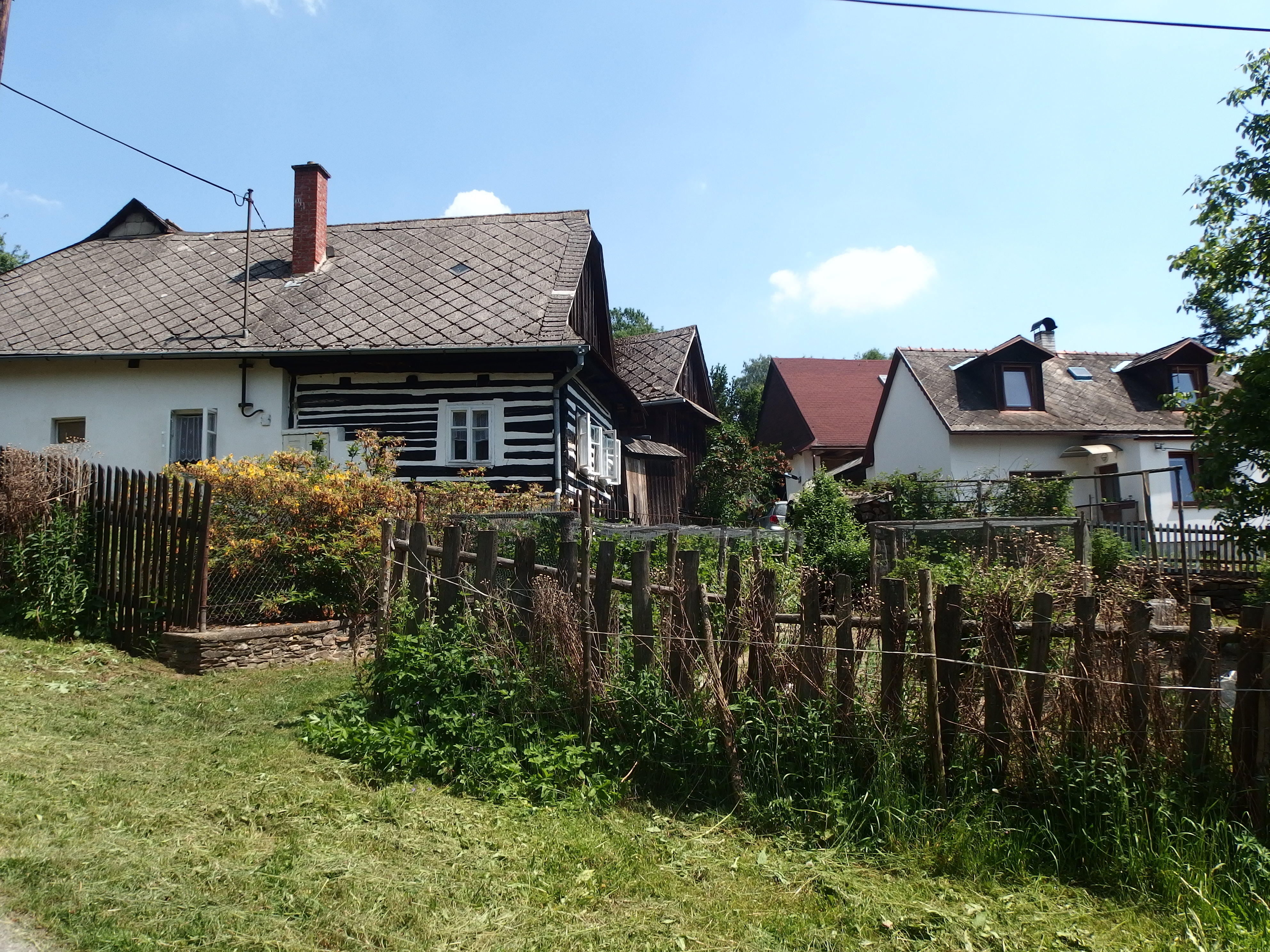
Einige Chaluppen

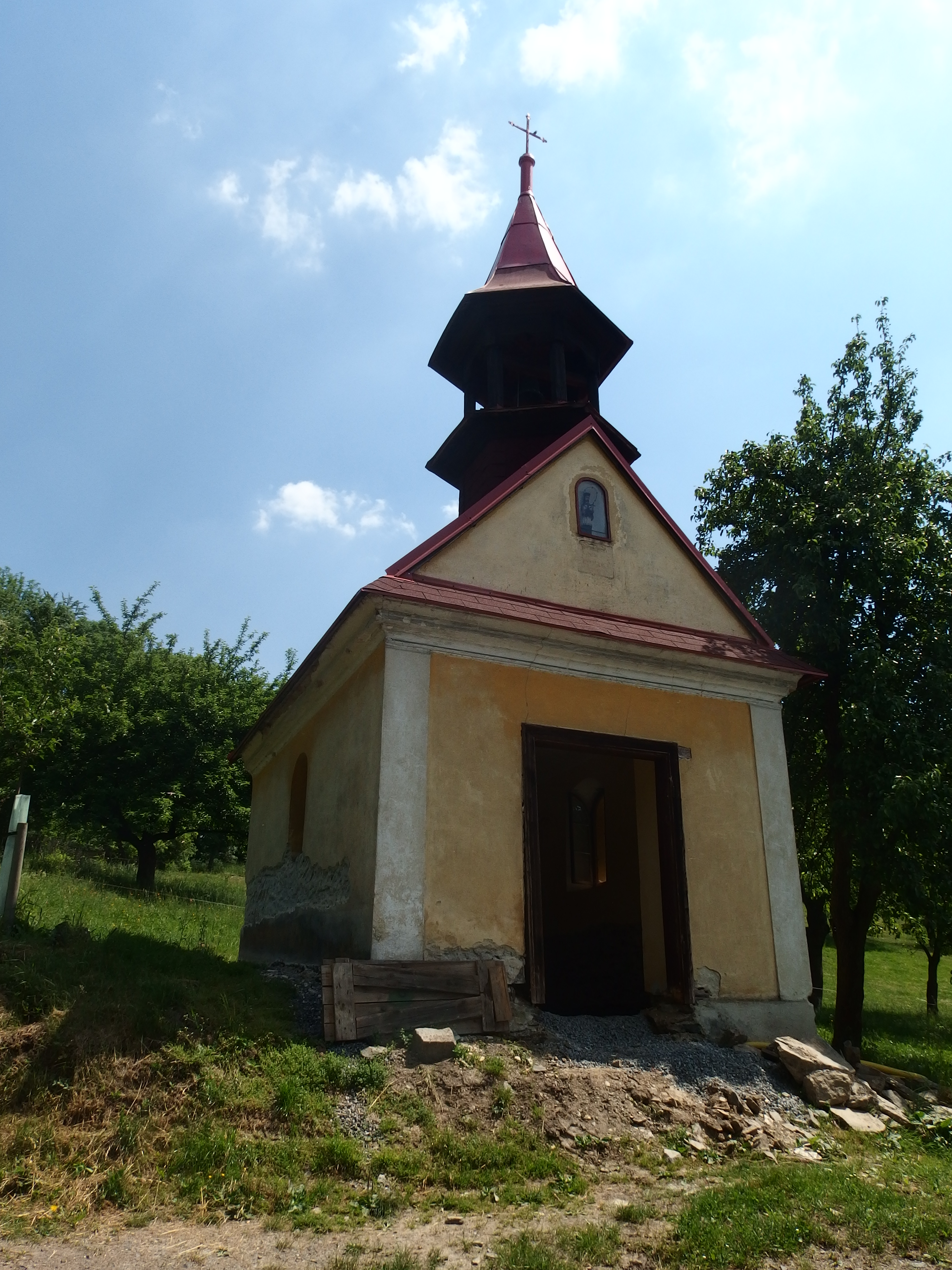
Kapelle des hl. Wenzel

Manova Lhota (deutsch Manowa Lhota, 1939–45 Mans-Lhota) ist ein Ortsteil der Gemeinde Rohozná in Tschechien. Er liegt anderthalb Kilometer nördlich von Svojanov und gehört zum Okres Svitavy. 

## Geographie
Manova Lhota befindet linksseitig über dem Tal der Křetínka (Swojanower Bach) in der Svitavská pahorkatina (Zwittauer Hügelland). Das Dorf liegt im Naturpark Údolí Křetínky in einem Kessel, in dem ein namenloser Bach entspringt. Nördlich erheben sich der K Manově Lhotě (618 m. n.m.) und der Na Lhotském (625 m. n.m.), im Südosten der K Městečku (606 m. n.m.). Von Süden führt eine Stichstraße von der durch das Křetínkatal verlaufenden Staatsstraße II/364 zwischen Svojanov und Bystré in das Dorf. Mit Rohozná ist Manova Lhota nur durch einen Fahrweg verbunden.
Nachbarorte sind Rohozná im Nordosten, Lavičné und Bělá nad Svitavou im Osten, Starý Svojanov und Korýtka im Südosten, Hradčany, Svojanov, Babky und Hlásnice im Süden, Hartmanice im Südwesten, Bystré und Hamry im Westen sowie Stašov im Nordwesten. 

## Geschichte
Manova Lhota wurde wahrscheinlich im 13. Jahrhundert gegründet und gehörte zu den Gütern der Königsburg Fürstenberg. Das Dorf ist eine der zahlreichen während des slawischen Landesausbaus nach dem Lhotensystem gegründeten Ansiedlungen. Das Präfix Manova wird von einem Ritter Mana, der in der Kirche von Rohozná begraben sein soll, hergeleitet. Möglicherweise könnte der sich der Name auch auf einen Lehnsmann oder ein Mannlehen beziehen, jedoch enthalten die historischen Überlieferungen keine Hinweise darauf, dass Vasallen mit Fürstenberger Gütern belehnt worden sind.
Die erste schriftliche Erwähnung des Dorfes erfolgte 1557, als sich nach dem Tod des Václav Žehušický von Nestajov auf Svojanov dessen zwei Söhne das Erbe teilten. Hertvík übernahm die Burg Svojanov mit dem Städtchen Svojanov sowie den zugehörigen Dörfern, darunter Manova Lhota, sein jüngerer Bruder Jan erhielt die Herrschaft Korouhev. Im Jahre 1789 gab es acht Anwesen in Mann Lhota bzw. Mannowa Lhota. Nach dem Tode von Karl Vincenz von Salm-Neuburg (1744–1787) wechselten die Besitzer des Gutes Svojanov in rascher Folge. Maria Henriette von Salm-Neuburg verkaufte das Gut 1797 an Wenzel Ignaz Ubelli von Siegburg. Ihm folgten nach 1800 der Postmeister Georg Heißler, danach Martin Dlouhý, ab 1819 Franz Heißig, im Jahr darauf Anna und Agatha von Stillfried und Rathenitz, ab 1833 Fabian und Magdalena Neswadba und ab 1842 Josef Christen.
Im Jahre 1835 bestand das im Chrudimer Kreis gelegene Dorf Manowa Lhota aus 16 Häusern mit 95 tschechischsprachigen Einwohnern. Erwerbsquellen bildeten die Landwirtschaft und die Weberei. Wegen der Lage war die landwirtschaftlich nutzbare Fläche auf die Höhen über dem Dorf beschränkt. Pfarr-, Schul- und Amtsort war Swojanow. Bis zur Mitte des 19. Jahrhunderts blieb Manowa Lhota dem Allodialgut Swojanow untertänig.
Nach der Aufhebung der Patrimonialherrschaften bildete Manova Lhota / Manowa Lhota ab 1849 einen Ortsteil der Gemeinde Rohozná / Rohozna im Gerichtsbezirk Polička. Ab 1868 gehörte Manova Lhota zum Bezirk Polička. 1869 hatte Manova Lhota 125 Einwohner und bestand aus 18 Häusern. Zum Ende des 19. Jahrhunderts wurde der Ortsname Manová Lhota verwendet. Die Kapelle wurde 1887 errichtet. Im Jahre 1900 lebten in dem Dorf 128 Personen, 1910 waren es 111. Nach dem Ersten Weltkrieg zerfiel der Vielvölkerstaat Österreich-Ungarn, das Dorf wurde 1918 Teil der neu gebildeten Tschechoslowakischen Republik. Beim Zensus von 1921 lebten in den 19 Häusern von Manova Lhota 107 Tschechen. 1930 lebten in den 19 Häusern von Manova Lhota 95 Menschen. Von 1939 bis 1945 gehörte Manova Lhota / Mans-Lhota zum Protektorat Böhmen und Mähren. 1950 lebten nur noch 57 Personen in Manova Lhota. Im Zuge der Gebietsreform von 1960 erfolgte die Aufhebung des Okres Polička; Manova Lhota wurde dabei dem Okres Svitavy zugeordnet. Beim Zensus von 2001 lebten in den zwei Wohnhäusern von Manova Lhota sieben Personen. Die meisten der Chaluppen des Dorfes werden nur noch als Ferienhäuser genutzt.

## Ortsgliederung
Manova Lhota ist Teil des Katastralbezirkes Rohozná u Poličky.

## Sehenswürdigkeiten
- Kapelle des hl. Wenzel, sie wurde von Jan Kopecký errichtet und im Oktober 1887 dem böhmischen Landesheiligen Wenzel geweiht. 1895 erhielt die Kapelle eine zweite Glocke aus der Werkstatt von „Adalbert Hillers Witwe & Sohn“ in Brünn. Die beiden Glocken wurden während der Weltkriege als Kriegsmetall eingezogen. In den 1960er Jahren erfolgte eine Instandsetzung der Kapelle, zugleich wurde das Geläut um eine dritte Glocke erweitert.
- Einige gezimmerte Häuser
- Wegkreuz, beim Gehöft Nr. 9 am nördlichen Ortsrand